# Феофан Прокопович
Феофан (Єлеазар, Єлисей) Прокопо́вич (також: Теофан Прокопович; 18 червня 1677 або 1681, Київ— 19 вересня 1736, Санкт-Петербург) — український  богослов, письменник, поет, математик, філософ, перекладач, публіцист, науковець-гуманіст, ректор Київської академії (1710—1716); архієпископ Псковсько-Великолуцький та Нарвський (1718—1725), Великоновгородський (1725—1736). У 1721 році підказав московському цареві Петру I запровадити нову зманіпульовану назву для Московського царства, вкравши греко-візантійську назву Руси — «Росія» (грец. Ρωσία), звідки й з'явилася так звана «Всеросійська імперія».
Феофан Прокопович — визначний діяч епохи бароко. Його праці дотичні фізики, філософії, математики, астрономії, логіки, наук про державу і право, теології. Як прихильник деспотичного царя Петра І він був автором теорії перетворення та модернізації Московського царства у нову імперію московитів в дусі освіченого абсолютизму й реформування церкви, котра підпорядковувалася б владі самодержця.

## Життєпис
Народився у Києві 18 червня 1681 в родині бідного крамаря Церейського. Батько невдовзі помер, залишивши родину в злиднях. Через деякий час померла і мати Єлеазара.
Після смерті батька й матері його опікуном став дядько по матері Феофан Прокопович, намісник київського Братського Богоявленського монастиря, професор і ректор Києво-Могилянського колегіуму.
Дядько віддав Єлеазара до початкової школи при тому монастирі. Після її закінчення, Єлеазар стає студентом Києво-Могилянського колегіуму. В роки навчання був одним з найкращих учнів, добре опанував церковнослов'янську, грецьку та латинську мови, не раз перемагав у наукових диспутах, крім традиційних для колегіуму дисциплін вивчав твори європейських філософів. Після смерті дядька, Феофана Прокоповича, його підтримував київський митрополит Варлаам Ясинський.
У 1698 закінчив Києво-Могилянський колегіум і вирішує продовжити освіту. Того самого року вступає до Володимир-Волинського греко-католицького колегіуму, живе у василіянському монастирі (один з основних чернечих орденів Української греко-католицької церкви, на честь Василія Великого, одного з Отців Церкви), де приймає греко-католицизм й постригається у ченці під іменем Єлисея. Греко-католицький володимир-волинський єпископ Лев (Слюбич-Заленський) помітив незвичайні здібності молодого ченця і сприяв його переведенню до Папської грецької колегії святого Афанасія в Римі, в якій готували богословів для поширення католицтва серед прихильників східного православ'я.
У Римі Єлисей користувався ватиканською бібліотекою, крім богословських наук вивчав твори древніх латинських та грецьких філософів, істориків, пам'ятки старого й нового Риму, засади католицької віри та організації папської церкви, знайомився з творами Томмазо Кампанелли, Галілео Галілея, Джордано Бруно, Миколая Коперника.
28 жовтня 1701 залишає Рим, не закінчивши повного курсу академії. Пішки проходить Францію, Швейцарію, Німеччину, деякий час навчається в місті Галле, де знайомиться з ідеями реформаторства.
У 1704 повертається в Україну, спершу в Почаївський монастир, потім у Київ, зрікається католицької віри, проходить єпітимію і постригається у православні ченці, прийнявши ім'я Феофана в пам'ять про свого дядька.
З 1705 викладав риторику, піїтику та філософію у Києво-Могилянському колегіумі, уклав курс піїтики та риторики, написав драму «Володимир» на основі сюжету про хрещення Руси у 988, присвятивши її українському гетьманові Іванові Мазепі. Водночас пише й виголошує богословсько-філософські проповіді, завдяки яким був помічений київським генерал-губернатором Дмітрієм Голіциним, а також Алєксандром Меншиковим.
У 1707 стає префектом Києво-Могилянської академії.
У 1711 його беруть у складі почту царя Петра I в Прутський похід, під час якого в Яссах він виголошує з нагоди річниці Полтавської битви проповідь, яка сподобалася цареві. Після повернення до Києва Феофана Прокоповича призначено ректором Києво-Могилянської академії і професором богослов'я. Водночас він стає ігуменом Братського монастиря.
У 1716 за бажанням Петра I Прокопович переїжджає до Петербурга, став одним з найближчих радників царя, обіймав вищі посади, брав участь у заснуванні Академії наук.
2 червня 1718 призначений на єпископа Псковського і Нарвського та Ізборського, стає наближеним до царського двору. Пише на замовлення царя книги «Апостольська географія», «Коротка книга для навчання отроків», «Духовний регламент» (1720). Як теоретик та активний учасник перетворення Московського царства на сучасну імперію європейського типу, Прокопович став архітектором реорганізації церковного управління, автором Духовного регламенту (або Уставу Духовної Колегії, 1720). З його ініціативи був вкрадений греко-візантійський варіант назви середньовічної держави київських князів «Русь» — «Росія» (грец. Ρωσία).
Церковна реформа Петра І запровадила Духовну колегію у складі Синоду, та скасувала канонічного «першого єпископа» (патріарха) і запровадила, натомість, нагляд за церквою з боку «ока государевого» — обер-прокурора і його апарату. Главою церкви, відповідно до Духовного регламенту, став сам Петро І як «правоверия же и всякого в Церкви Святый благочиния блюститель». Офіційно потребу такої управлінської реформи у церкві мотивували тим, що за патріаршого правління церква була незалежною, а патріарх був рівним імператору (що абсолютно відповідало канонічному праву православної церкви), а імператор Петро І вважав такий стан речей «неправильним і небезпечним».
Активне сприяння розбудові імперії Петро І поцінував належним чином і в першій половині 1720, відвідуючи архієпископа Феофана на його подвір'ї у Петербурзі, подарував йому село і два судна: «одно поменьше весельное, другое побольше парусное, въ просторѣчіи зовется бойеръ, еще новое, нарочно по приказанию его сдѣланное» для Феофана, «какого еще не видано здѣсь между судами по величинѣ и удобству».
У 1721 призначений віце-президентом Святійшого синоду, головою якого був інший виходець з України Стефан Яворський.
У 1724 за наказом царя пише указ про устрій чернецтва, який упорядковував і регламентував монастирське життя за взірцем давніх монастирських статутів, спрямовував чернече життя на користь суспільству, бере активну участь у здійсненні реформ у Російській імперії. Після смерті Петра I сприяє сходженню Єкатєріни I на трон.
25 червня 1725 призначено архієпископом новгородським і став першим членом синоду Російської православної церкви, таким чином ставши фактичним главою Російської православної церкви. Він брав участь в організації Російської академії наук, очолює так звану «учену дружину» діячів культури, до якої належали Татищев, Кантемір та ін.

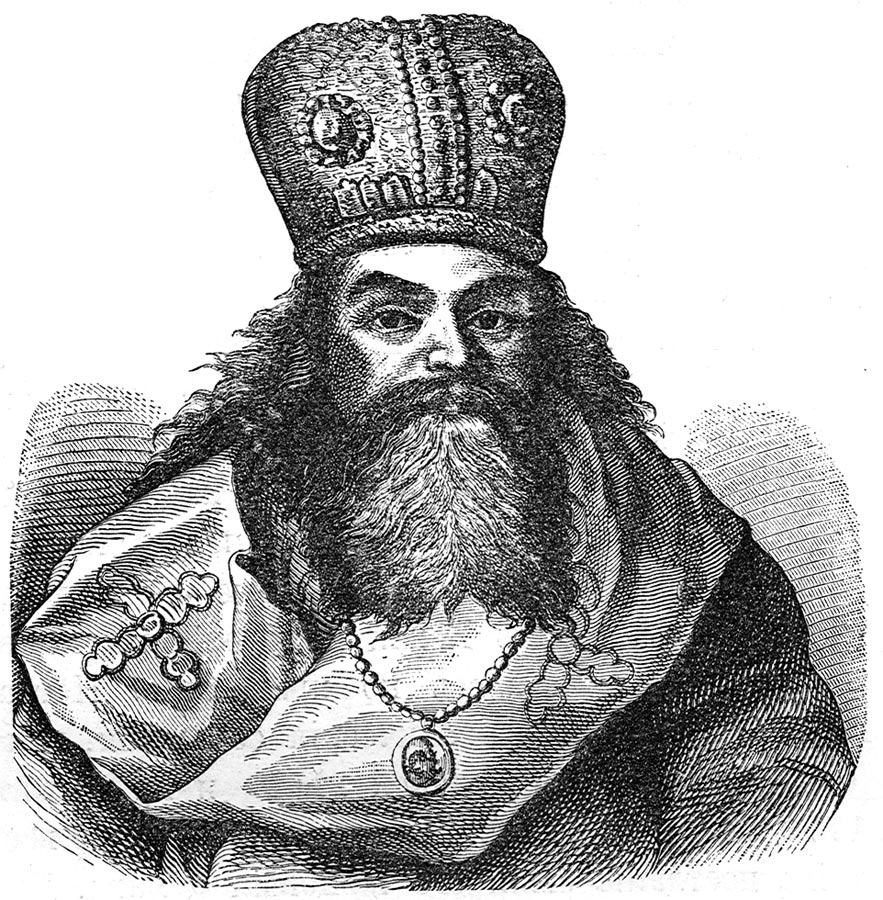
Феофан Прокопович

Останнє десятиріччя життя майже залишив діяльність вченого, зазнавав переслідувань з боку противників петрівської політики, які плели навколо Прокоповича інтриги, слали в синод доноси, намагаючись позбавити його високого становища в церковній ієрархії. Доноси дратували Феофана, тому він докладав неабияких зусиль для розшуку та жорстокого покарання авторів. Так за підозрою у авторстві «підкидних листів» було взято у Таємну канцелярію на допити архимандрита Йосафата Маєвського та архієрея Феофілакта Лопатинського, розстрижено та піддано тортурам Євфімія Колетті, виключено з членів Синоду Платона Малиновського і т. д.
|  | Феофан був безжальний не лише до своїх ворогів, але не пробачав і тим, хто виявляв співчуття до його безсильних ворогів |

У 1730-32 р.р. Прокопович розправився зі своїм давнім ворогом, архієпископом Георгієм Дашковим, який був позбавлений сану та відправлений у заслання до Камінного Вологодського монастиря. Пізніше синод, яким керував Феофан, наказав доправити скинутого єпископа до Нерчинського монастиря, де той і помер у 1739 році, у злиднях, колодником.
19 вересня 1736 Феофан Прокопович помер у Санкт-Петербурзі, похований у Новгороді в Софійському соборі.
Крім сел, які після смерті Феофана були взяті в казну імператриці, володів кількома дерев'яними та кам'яними будинками у Москві та Петербурзі, мав велику бібліотеку, вартістю 4500 карбованців та багато цінних речей.

## Творчий доробок

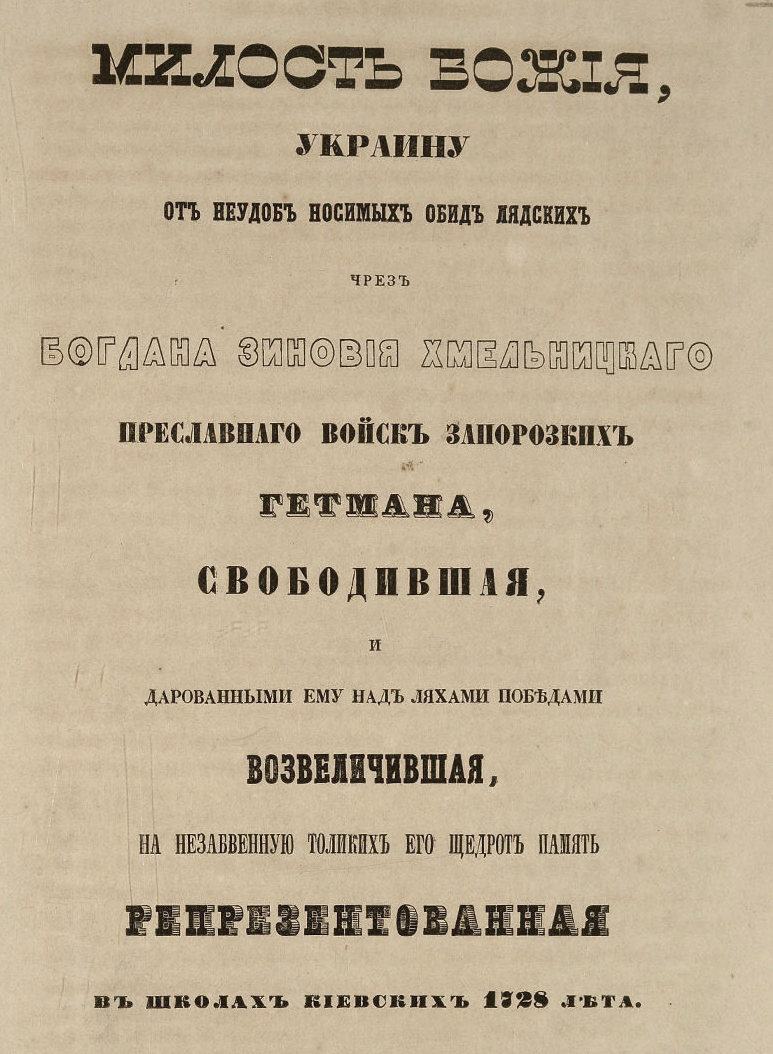
Милость Божия, Украину чрез Богдана Зиновия Хмельницкого освободившая и возвеличившая (1728)

У 1979 в Києві вийшов тритомник лекцій з риторики, логіки, фізики, математики й етики, які читав Ф. Прокопович у Києво-Могилянській Академії в 1705—1709. Раніше в радянські часи твори Ф. Прокоповича були опубліковані в Москві та Ленінграді (Ф. Прокопович. Сочинения, М.-Л., 1961). Ф. Прокопович — автор «Букваря», за яким багато десятиліть вчилися українці, росіяни, білоруси, греки, молдавани, серби, грузини, болгари. Його твори були дуже поширені в слов'янських країнах. Скажімо, у Сербії «Первоє ученіє отрокам» було перевидане 7 разів. Курс теології Ф. Прокоповича опубліковано латинською в Кеніґсберзі в 1770-х в трьох томах, і тоді ж у Лейпцигу в шести томах. В перекладі російською цей же курс видано в Москві в XVIII ст. І це тільки деякі твори великого мислителя, письменника, політика, науковця. Твори Ф. Прокоповича видавалися книжною і літературною українською, латинською, старослов'янською, російською, німецькою, англійською, французькою, шведською, іншими мовами.

### Прокопович про світобудову
Філософські погляди Прокоповича базувалися на об'єктивному ідеалізмі. Він доводив, що Бог існував «раніше буття світу… як найдосконаліший розум». Виникнення світу речей за Ф. Прокоповичем сталося шляхом божественної еманації (випромінювання, витікання). Треба сказати, що ці погляди (близькі до неоплатонізму) поширювалися ще в Київській Русі. Але поряд з тим у творах Ф. Прокоповича є багато тверджень, які тяжіють до пантеїзму та деїзму. Так у своїй «Натурфілософії» він пише: «Під природою розуміють самого Бога». Або в іншому місці: «Повне визначення природи збігається з Богом щодо природних речей, в яких Він з необхідністю існує і які Він рухає. Звідси випливає, що це визначення не лише природи…, а воно, очевидно, відноситься й до матерії і форми», «У природі існує й живе Бог», «Бог є в речах», «природа зберігається Богом, а це все одно, що зберігаються субстанції». Це дуже близько до дефініції Джордано Бруно «Бог в речах», або Бенедикта Спінози: «…сам всесвіт і є Бог». Одночасно Ф. Прокопович виступає проти антропоморфізму в розумінні Бога: «Не розумно міркують ті, — говорить він, — які думають, що Бог є подібним до складу людини і що нібито він має і голову, і бороду, і руки, і ноги та всі інші тілесні члени». На думку Прокоповича погляди «антропоморфітів, які марнословили про Бога, що він має подібні тілесному складові нашому органи» є не що інше як залишки первинних вірувань стародавніх народів.
Надзвичайно цікавими є окремі тези Ф. Прокоповича про світобудову, які адекватні або навіть ідентичні сучасним уявленням астрономії, космології та космогонії. Ось деякі з них:
|                                                                                       | Світ… не є нескінченним, але замкненим та обмеженим певними границями |
| — Ф. Прокопович, по суті твердження є адекватним сучасним уявленням про Метагалактику |                                                                       |

|                 | Передусім, треба знати, що рух з часом має дуже тісний зв'язок так, що ніщо не рухається інакше як у часі і ніщо не вимірюється часом, якщо не рухається |
| — Ф. Прокопович | |

По суті справи тут Ф. Прокоповичем сформульовано фундаментальну тезу про зв'язність часу, простору і матерії, яка лежить в основі сучасної теорії відносності. Тільки «закритість» досягнень українських мислителів перед світом і невивченість їхніх праць до сьогодні не дає змоги поставити ім'я нашого вченого на достойне місце поряд з Лукрецієм Тітом Каром, Ньютоном, Фрідманом, Ейнштейном — і сучасні фізики повинні попрацювати в цій галузі, переосмисливши і переоцінивши доробок українських мислителів, зокрема Ф. Прокоповича, надати світової відомості їхнім непересічним, а іноді й абсолютно піонерським досягненням[уточнити].
А ось хоча й теологічне за формою, але наукове за змістом формулювання закону незнищуваності матерії за Ф. Прокоповичем: «…матерію не можна ніколи створити, ані зруйнувати, також ні збільшити, ні зменшити ту, яку створив Бог на початку світу, і якою і в якій кількості створена, такою залишається досі й буде залишатися завжди». За Ф. Прокоповичем світ є «матеріальним сполученням речей», а «небо складається з матерії». Поряд з Епікуром та Анаксархом, Миколою Кузанським, Галілео Галілеєм, Дж. Бруно Ф. Прокопович фактично визнає множинність світів. Наголошує, що Чумацький Шлях — скупчення зірок, вчить про єдність світу через матерію: «Матерія є спільною й однаковою в усіх тілах, проте форми різні». Мислитель цілком слушно вважав, що «немає матерії без форми». Таких визначень, тлумачень ми зустрічаємо безліч, читаючи «Фізику» Ф. Прокоповича. Основними своїми ідейними супротивниками Прокопович вважав томістів (послідовників вчення Томи Аквінського). Не погоджується Ф. Прокопович і з Епікуром у тому, що атом є неподільним: «всі… тіла теж складаються з нескінченно подільних тілець». До сьогодні ця фундаментальна теза є в центрі уваги фізики. Вже давно стало зрозумілим, що власне атоми подільні, їхнє місце «неподільних» зайняли елементарні частинки, але й вони, як доведено новітніми дослідженнями, складаються з дрібніших часточок — кварків. То ж Ф. Прокопович поки що залишається правий — подільність матерії в принципі може бути нескінченною, хоча й специфічною (принцип квантування).
Ф. Прокопович працював над найважливішими фундаментальними філософськими, природознавчими, світоглядними проблемами — вченням про матерію, рух і спокій, світло, планети, зірки, Сонце, а також про природні процеси на Землі — землетруси, атмосферні явища. Можна з упевненістю говорити про визначні для того часу досягнення українського вченого на цій ниві, про велику історичну перспективу його ідей. І залишається тільки сумувати з приводу надто вузької відомості й непропрацьованості фахівцями до сьогодні надзвичайно багатої спадщини мислителя. Але, з іншого боку, далеко не все втрачено — нічого не заважає сучасним укладачам підручників та посібників з фізики, астрономії спиратися не тільки на праці відомих закордонних дослідників, але й згадати вітчизняних не менш видатних, але в силу історичних обставин, на жаль, менш відомих вчених.

### Прокопович— автор теорії«регулярної держави»
Феофан Прокопович був основним ідеологом реформ Петра І. Критичне вістря своєї теорії держави Ф. Прокопович спрямовує на князівсько-боярську опозицію процесу централізації держави і проти зверхності і автономії влади церкви стосовно держави. Створюючи свою теорію, Прокопович спирався на праці про державу і право Гоббса, Гроція, Пуфендорфа, глибоко вивчав вітчизняну історію. Але при цьому він створив свій оригінальний варіант теорії держави і державності. Ф. Прокопович пише ряд суспільно-політичних праць: «рос. Слово о правде и чести царской», Правда волі монаршої («рос. дореф. Правда воли монаршеи») та ін., де викладає основи ідеї міцної держави і застосовує їх безпосередньо до тогочасної Росії. За суттю сам Ф. Прокопович і його теорія стають промотором реформ у цій країні і головною причиною її зміцнення. Без практичного застосування теорії «регулярної держави» за часів Петра І і продовження цієї політики після нього не було б тієї Росії, що відома науці історія.
Першим принципом, на якому базувалася теорія «регулярної держави» Прокоповича, був принцип загальної (всенародної) користі: «Всяка верховна влада єдину свого встановлення причину кінцеву має — всенародну користь. Це лише знати народ мусить, що володар зобов'язаний його користю опікуватися, проте в справах опіки не народу, а єдиному Богові … підлягає». За Прокоповичем ця опіка царя включає добробут своїх підданих, їх повчання (духовне і світське навчання), державну безпеку. Феофан Прокопович приходить до висновку, що громадські та військові справи є головними в обов'язку царів.
Другий принцип теорії Прокоповича — принцип централізації, який був однозначно направлений проти залишків феодальної роздрібленості. Щодо можливих державних устроїв, то Прокопович, як й інші дослідники проблем держави, вважав основними його формами аристократію, демократію й монархію. Оригінальна особливість підходу Прокоповича полягала в тому, що він не ставив питання про те, який з цих устроїв є найкращим, а про те, «який тому або іншому народові найпотрібніший».
Ф. Прокопович пов'язав найкраще забезпечення народної користі з сильною політикою держави, а сила держави вбачається ним у єдності й неподільності. З цих позицій Прокопович жорстко критикував Берестейську унію й католицтво (як інструменти внутрішнього поділу народу Російської імперії на його думку), аристократичну олігархію, наполягав на необхідності підпорядкування Христової Церкви світській владі в російській державі на дотримання осудженого в католицтві цезарепапізму; що було вислідом тодішньої царської російської політики, догоджанням Прокоповича російській політиці, ніж позицією релігійного діяча. Створення «Духовного регламенту», який набув чинності закону, й заснування Синоду — органу управління Російською православною церквою, який підпорядковувався світській владі, були практичним втіленням ідей Прокоповича.

### Між наукою і теологією
Час Ф. Прокоповича — це час, коли активно йшло протиставлення науки теології. Ф. Прокопович виступає одночасно як провідний теолог і науковець свого часу. Безперечним фактом є те, що вміло використовуючи новомодне коперніканство й картезіанство (течія на основі вчення Рене Декарта) Ф. Прокопович робить спробу вдосконалити традиційну теологію, примирити науку з релігією. Йому належить ідея раціональної теології. Між Божим одкровенням, законами природи і розумом людини, вважав Ф. Прокопович, не повинно бути суперечностей, бо вони гармонійно пристосовані одне до одного своїм Творцем. Однак, якщо між новими даними науки й езотеричним знанням все ж виявляться суперечності, то це означає, на думку мислителя, що висновки науки підлягають сумніву. Біблійні ж тексти треба тлумачити алегорично, відповідно до рівня уявлень і світосприймання сучасних людей. Не можна позбутися враження про те, що це думка нашого сучасника. Сьогодні теж є аналогічні спроби об'єднати здавалося б не об'єднуване — божественне і наукове. В цьому контексті Ф. Прокопович прочитується дуже по-сучасному.
Одночасно Ф. Прокопович блискуче показував невігластво схоластів, не боявся піддавати сумніву віками встановлені догмати, цінував науковий пошук, прагнення до наукової істини. Навіть Біблія не є для нього безперечним авторитетом. У курсі риторики й натурфілософії він говорив про суперечливі місця в Біблії, існуючі неточності.
Ф. Прокопович ґрунтовно досліджував питання об'єкта та суб'єкта пізнання, проблеми чуттєвості і мислення, методів пізнання.

## Доробок
Детальніше див. Список творів Ф. Прокоповича 

### Найважливіші твори
- Володимир (1705)
- De arte poetica // Поетика[7] (1705; 1786)
- Повѣсть о распрѣ Павла и Варнавы (1712; 1784)
- Первое учение отроком (1723)
- Правда воли монаршей (1722)
- О смерти Петра Великого, императора российского, краткая повѣсть (1726)

### Твори, щодо яких є сумнів у авторстві Прокоповича
- Милость Божия, Украину чрез Богдана Зиновия Хмельницкого освободившая и возвеличившая (1728)[8]

### Прижиттєві видання
- Розыск исторический коих ради вин и в яковом разуме были и нарицалися императоры римстии, как язычестии, так и христианстии понтифексами. — СПб., 1721.
- Истинное оправдание правовѣрных христиан, крещением поливательным во Христа крещаемых. — СПб., 1724.
- Слово на похвалу императора Петра Великого. — СПб., 1725.
- Правда воли монаршей, во определении наследника державы своей Уставом Державнейшего Государя нашего Петра Великого. — М., 1726. ;

### Посмертні видання
- Первое учение отроком. — Києво-Печерська Лавра, 1753.
- Слова и рѣчи. — Ч. 1 (1760); Ч. 2 (1763).
- Четыре сочиненія. — М., 1773.
- Книжица в ней же повѣсть о распрѣ Павла и Варнавы с иудействующими и трудность слова Петра Апостола о неудобноносимом игѣ пространно предлагается. М., 1784.
- История императора Петра Великого от рождения его до Полтавской баталии. — М., 1788.
- Краткая повесть о смерти Петра Великаго императора российскаго. СПб, 1819.
- Прокопович Феофан. Сочинения. Под редакцией И. П. Еремина. М. — Л., 1961.
- Феофан Прокопович. Філософські твори в трьох томах. І — ІІІ тт. — К.: Наукова думка. — 1979—1981.

### Твори і переклади латиною
- Epistolae illustrissimi ac reverendissimi Theophanis Prokopowicz (1743 — братиславське видання; 1776 — московське видання)
- Historia de certamine sanctorum apostolorum Pauli et Barna bae cum iudaizantibus… Lipsiae, 1782.
- Doctrina de blasphemia sive peccato in spiritum sanctum ex systemate auctoris theologico excerpta. Vratislaviae, 1767.[9]